# 特雷特島
特雷特島（英語：Trout Island），是南極洲的島嶼，位於葛拉漢地西岸，處於薩蒙島以東，屬於菲什群島的一部分，由英國探險隊繪入地圖，現時由南極條約體系管理。